# Brunstensbatteri

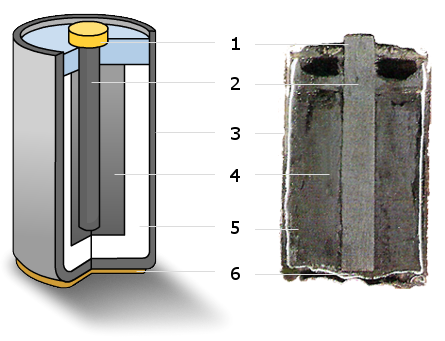
Zinkbatteri: 1) metallhätta som pluspol, 2) grafitstav, 3) zinkcylinder, 4) mangandioxid, 5) fuktig ammoniumklorid, 6) metallanslutning.

Ett brunstensbatteri är en typ av batteri. Brunstensbatterier har kortare användningstid än alkaliska batterier men är i gengäld billigare. Principen för uppbyggnaden är lik det alkaliska batteriet. Brunstensbatteriet har zink som hölje och anodmaterial och mangandioxid (från mineralet brunsten) som katodmaterial. För att förbättra katodmaterialets elektriska ledningsförmåga blandas det med grafitpulver. Blandningen omger en grafitstav som leder ut strömmen. Brunstensbatteriets elektrolyt består av ammoniumklorid eller en blandning av ammoniumklorid och zinkklorid löst i vatten. Grundprincipen patenterades 1866 av fransmannen Georges Leclanché vilket är varför batteritypen ibland kallas Leclanchécell. En vidareutveckling var att tillsätta förtjockningsmedel som håller elektrolyten på plats så att batteriet fungerar oberoende av batteriets läge. Det kallas därför ibland för torrbatteri.
Vid strömuttag oxideras den metalliska zinken till två-värda zinkjoner och manganet i mangandioxiden reduceras från 4-värt till 3-värt tillstånd. Reduktionen sker på olika sätt beroende på hur mycket ström som tas ut men totalreaktionen kan typiskt beskrivas som: 
Zn(s)+ 2MnO2(s) + 2NH4Cl(aq) → Mn2O3(s) + [Zn(NH3)2]Cl2aq+H2O(l)
Även om grafitstaven är en väsentlig del för det praktiska utförandet deltar inte staven i de elektrokemiska reaktionerna. Zinken förbrukas däremot varför det vid djupgående urladdning finns risk för att hål bildas i zinkhöljet så att elektrolyt kan sippra ut. Moderna batterier är därför stålmantlade medan de tidigare hade cylinderytan täckt av ett papp- eller plasthölje.
Brunstensbatteriet ger en spänning på ca 1,5 V.
Det finns även en variant av brunstensbatteriet ("Super", "Heavy Duty") som endast använder zinkklorid som elektrolyt.
- Wikimedia Commons har media som rör Brunstensbatteri.